# Chloé Minoret
Chloé Minoret (ur. 6 maja 1977 w Bourg-Saint-Maurice w departamencie Sabaudia) – francuska wspinaczka sportowa. Specjalizowała się w boulderingu, prowadzeniu oraz we wspinaczce klasycznej. Zdobywczyni brązowego medalu na mistrzostwach świata w Winterthur w 2001 roku.

## Kariera sportowa
Zdobywczyni brązowego medalu mistrzostw świata we wspinaczce sportowej w konkurencji prowadzenia ze szwajcarskiego Winterthur z 2001 roku.
W 2002 na mistrzostwach Europy we francuskim Chamonix-Mont-Blanc wywalczyła złoty medal we wspinaczce sportowej w konkurencji prowadzenia.
Wielokrotna uczestniczka, prestiżowych, elitarnych zawodów wspinaczkowych Rock Master we włoskim Arco.

## Osiągnięcia

### Mistrzostwa świata
| Konkurencje | 1999 | 2001 | 2003  | 2005  |
| Prowadzenie | 17   | 3    | 24-25 | 21-24 |

### Mistrzostwa Europy
| Konkurencje | 2000  | 2002 | 2004 |
| Prowadzenie | 15–16 | 1    | 14   |

### Rock Master
| Konkurencje | 1999 | 2000 | 2001 | 2002 |
| Bouldering  | —    | 6-8  | —    | —    |
| Prowadzenie | 5    | 14   | 7    | 5    |